# Proconis
Proconis là một chi bướm đêm thuộc họ Erebidae.